# Karin Bachmann
Karin Bachmann (geb. 24. Mai 1969 in Biel) ist eine zweisprachig veröffentlichende Schweizer Schriftstellerin.

## Leben
Ihre erste Erzählung publizierte sie mit achtzehn Jahren im SJW Verlag, 2011 erschien ihr neuntes SJW-Heft Gefährliches Schweigen. Ihre SJW-Hefte wurden auf Bündnerromanisch übersetzt und auch in Blindenschrift publiziert. Nach mehrmonatigen Aufenthalten in Neuseeland begann sie ab 1995 auch in Englisch zu schreiben. Ihre Texte wurden im «Writing Magazine» und im «AQUILA Children’s Magazine» publiziert. Einige ihrer Texte schreibt sie zweisprachig, so publizierte sie The Venetian Pearls zunächst auf Englisch und übersetzte es dann auf Deutsch. Auch ihren Blog führt sie zweisprachig. 2013 war sie als Vertreterin des Autillus-Vereins Jurymitglied für den ersten «Baarer Raben», dem Förderpreis für Kinder- und Jugendliteratur der Stadt Baar. 2014 gewann sie mit der Kurzgeschichte Shambles die «Writing for children competition» der Swanwick Writers’ Summer School in Derbyshire, England. Bachmann lebt in Pieterlen.
Sie lebt in Pieterlen bei Biel.

## Werke

### Romane
- Gian kann nicht mehr. SJW, Zürich 2023, ISBN 978-3-7269-0388-6.
- Öl, Benzin und Schweiss. da bux, Buchs 2021, ISBN 978-3-906876-27-6.
- Julian heiss vernetzt. SJW, Zürich 2020, ISBN 978-3-7269-0211-7.
- Monster im Dunkeln. da bux, Buchs 2018, ISBN 978-3-906876-08-5.
- The Venetian Pearls. lulu.com, 2014, ISBN 978-1-291-86886-9 (176 S.).
- Die Venezianischen Perlen. lulu.com, 2014, ISBN 978-1-326-01233-5 (176 S., Originaltitel: The Venetian Pearls. Übersetzt von Karin Bachmann).
- Gefährliches Schweigen. SJW, Zürich 2011, ISBN 978-3-7269-0583-5 (in Blindenschrift: 2008).
- Die Zirkusaffäre. SJW, Zürich 2008 (in Blindenschrift: 2008).
- Unter Verdacht. SJW, Zürich 2005 (in Blindenschrift: 2008).
- Nächtliche Entdeckung. SJW, Zürich 2004 (in Blindenschrift: 2008).
- Nächtlicher Alleingang. SJW, Zürich 2002 (in Blindenschrift: 2008).
- Nächtliches Treiben. SJW, Zürich 1999 (in Blindenschrift: 2008).
- Heisse Spur. SJW, Zürich 1994.
- Die Verbrecherjagd. SJW, Zürich 1989.
- Der Fall Mateo. SJW, Zürich 1988.

### Kurzgeschichten
- Auf die Liebe. In: Mitra Devi, Petra Ivanov (Hrsg.): Mord in Switzerland 2. Band 2. Appenzeller Verlag, Herisau 2016, ISBN 978-3-85882-736-4, S. 141–156.
- Fokus. In: Mitra Devi, Petra Ivanov (Hrsg.): Mord in Switzerland. Band 1. Appenzeller Verlag, Herisau 2013, ISBN 978-3-85882-653-4.
- Serena and the Knights of St. John. In: AQUILA Children's Magazine. 2013, ISSN 0965-4003.
- Die Frau im Morgenmantel. In: Alois und Auguste. Huber, Frauenfeld 2009, ISBN 978-3-7193-1514-6, S. 283.
- A New Beginning. In: The Sensitively Thin Bill of the Shag. Biscuit Publishing, Newcastle upon Tyne 2003.

## Auszeichnungen (Auswahl)
- 2021: Kulturpreis der Gemeinde Pieterlen[5]